# 小坂知子 (競輪選手)
小坂 知子（こさか ともこ、1985年10月13日 - ）は、岐阜県高山市出身の女子競輪選手。現姓、吉田。日本競輪学校（当時。以下、競輪学校）第104期生。日本競輪選手会岐阜支部所属、ホームバンクは岐阜競輪場。師匠は塚本貴雄（70期）。夫は元競輪選手の吉田将成（92期）。

## 来歴
小学校のときから陸上競技を行っており、岐阜県立岐阜商業高等学校時代は七種競技と走幅跳、日本女子体育大学及び同大学大学院では三段跳びに取り組んでいた。大学院修了後は高山市の岐阜県立飛騨特別支援学校の講師となり、その傍ら、三段跳び選手としても活動。
ガールズケイリンを知るきっかけは、競輪学校へ入学する1年ほど前、同僚の食事会に自転車で向かっていた途中、坂道でチェーンが外れたため、偶然にもその坂道を降りた所にあった自転車屋に駆け込んだことに始まる。そこの店主が当人を「スポーツ選手」だと直感し、女子競輪選手募集のパンフレットを渡した。この当時、三段跳びの活動に限界を感じていたこともあり、興味こそ持ったが、なかなか決断できずにいたところ、特別支援学校の他の教員から強く勧められたことから、受験を決意。高校の先輩（同校陸上部の先輩でもある）にあたる塚本貴雄（70期）を紹介され弟子入り、競輪学校第104回（適性）試験を受験。
2011年12月16日、競輪学校第104回（女子第2回）試験に合格。
2013年3月29日、競輪学校を卒業。在校競走成績は第17位（1勝）。同年5月11日、松戸競輪場でデビューし5着。初勝利は同年7月14日のいわき平競輪場。
2017年11月、当時同じ岐阜支部（大垣）に所属していた吉田将成と結婚、11月25日に挙式・披露宴を行った。
2018年2月16日、JKAから氏名を『吉田 知子』に変更したことが告示されたが、レースは現在も旧姓のままで参加している。
2018年7月13日、四日市競輪場での「稲藤日永うちわ杯」（FⅡ）でデビュー初優勝を飾る。

## エピソード
足のサイズが27センチくらいと大きいため、あだ名は和田アキ子から「アッコ」。本人によると、高校生の頃からずっとそう呼ばれている。
特にデビュー当時は、スタート時におけるS取り回数が際立って多い選手として知られた。本人曰く、デビュー当時は自身がガールズケイリンが何なのかよく分かっておらず戦法も理解していなかったことと、陸上競技で培った体の動かし方がありスタンディングには自信があったことが、S取りの多かった理由。
弟子を取りたいと思ったタイミングと、ガールズケイリン選手を目指すアマチュアを見て欲しいという依頼のタイミングが重なったことがきっかけで、2021年春からガールズケイリン選手を目指すアマチュア女子選手を弟子に取り、指導を続けている。
本業である競輪選手のほかにも、自身も練習で使用している元競輪選手の加藤慎平が運営するジムではトレーナーとしても指導を行っている。